# 동두천소방서
동두천소방서(東豆川消防署, Dongducheon Fire Station)는 경기도 동두천시를 관할하는 경기도 북부소방재난본부 산하의 소방서이다.
소방서장은 소방정으로 보한다.

## 연혁
- 1983년 9월 1일: 동두천소방서 개서
- 2008년 6월 4일: 연천소방서 분리

## 조직
| - 소방행정과 - 소방행정팀 - 회계장비팀 | - 재난예방과 - 예방대책팀 - 소방민원팀 | - 소방안전특별점검단 - 화재안전조사팀 - 소방사법팀 | - 현장대응단 - 대응전략팀 - 구조구급팀 - 지휘조사1·2·3팀 |

## 관할센터 및 관할구역
동두천소방서는 2개의 119안전센터와 1개의 구조대, 1개의 구급대를 산하에 두고 있다.
| 명칭                   | 사진 | 주소              | 관할구역                               | 지역대        |
| ---------------------- | ---- | ----------------- | -------------------------------------- | ------------- |
| 불현119안전센터        |      | 지행로 6          | 생연동, 중앙동, 보산동, 상패동, 불현동 | 광암119지역대 |
| 소요119안전센터        |      | 평화로2910번길 65 | 소요동                                 |               |
| 동두천소방서 119구조대 |      | 지행로 6          | 경기도 동두천시 일원                   |               |
| 동두천소방서 119구급대 |      | 지행로 6          | 경기도 동두천시 일원                   |               |

## 같이 보기
- 대한민국 소방청
- 대한민국의 소방
- 소방관 계급